# Münchberg
Münchberg je město v německé spolkové zemi Bavorsko, v zemském okrese Hof. Je největším městem okresu a centrem textilního průmyslu. Leží 21 kilometrů jihozápadně od Hofu. Žije zde přibližně 10 tisíc obyvatel.

## Geografie
Sousední obce: Helmbrechts, Konradsreuth, Weißdorf, Sparneck, Zell im Fichtelgebirge, Stammbach a Marktleugast.

### Místní části
Obec je oficiálně rozdělena na 59 částí:
| - Ahornis - Ahornismühle - Biengarten - Bug - Dietelmühle - Eiben obere - Eiben untere - Eiben b.Münchberg - Einzel untere - Einzel a.Wald - Einzeln b.Ahornis - Gottersdorf - Grund - Hammermühle - Hildbrandsgrün | - Horlachen hintere - Horlachen vordere - Jehsen - Kuppel - Laubersreuth - Löhlein - Lohziegelhütte - Markersreuth - Maulschelle - Maxreuth - Mechlenreuth - Meierhof - Mittelsauerhof - Münchberg - Mussen | - Nebers - Neuhaus - Neutheilung - Obersauerhof - Plösen - Plösenmühle - Poppenreuth - Pulschnitz - Pulschnitzberg - Rabenreuth - Rothenmühle - Ruppes - Rußhütte - Schlegel - Schneidersgrün | - Schödlas - Schwarzholzwinkel - Schweinsbach - Solg - Straas - Unfriedsdorf - Unterer Birnstengel - Untersauerhof - Wäldlein - Walzbach - Wiesenthal - Wüstensaal - Ziegelhütte - Ziegenrück |

## Historie
Dle legendy založili sídlo mniši před více než 1000 lety. První písemná zmínka pochází z roku 1289, kdy byl pod správou rodu ze Sparnecku. Jako ostatní města v okolí byl přičleněn v 18. století k Prusku, pak k Francii a nakonec v roce 1810 k Bavorsku. Za 2. světové války byl prvním bavorským cílem leteckých útoků (1940). Do reformy byl okresním městem okresu Münchberg. V roce 1972 byl přičleněn do okresu Hof. 19. října 1990 se na Münchberger Senke na dálnici A 9 stala jedna z nejtragičtějších německých silničních nehod.

## Památky
- evangelický kostel Petra a Pavla z 19. století
- neorománský katolický kostel Svaté rodiny z počátku 20. století

## Vzdělávání
Kromě základní školy je v obci gymnázium a vysoká škola textilní.

## Doprava
Město leží na spolkové dálnici BAB9 a je dosažitelné i železnicí.

## Osobnosti obce
- Claus Strunz, novinář
- Oliver Fehn, spisovatel
- Horst Schroth, spisovatel a autor
- Georg Hacker (1870–1947), pilot
- Patricia Janečková (1998–2023), slovensko-česká operní pěvkyně

## Partnerská města
- Jefferson City